# Carpentras
Carpentras is een gemeente in het Franse departement Vaucluse (regio Provence-Alpes-Côte d'Azur). De plaats is de onderprefectuur van het arrondissement Carpentras. Carpentras telde op 1 januari 2022 30.854 inwoners.

## Geschiedenis
Plinius de Oudere vermeldde Carpentoracte in Gallia Narbonensis als een stad van de Memini, een volk waarover verder weinig bekend is. Van de 4e eeuw tot 1801 was in de stad de zetel van het bisdom Carpentras gevestigd. Tijdens de Babylonische ballingschap der pausen koos paus Clemens V er in 1313 voor om zich in Carpentras met de Romeinse Curie te vestigen. In 1320 werd Carpentras de hoofdstad van het graafschap Venaissin.
Carpentras werd een belangrijk centrum voor Provençaalse Joden, die in 1306 door koning Filips de Schone uit het koninkrijk Frankrijk werden verbannen. Zij konden zich vestigen in het graafschap Venaissin, al werden hun allerlei beperkingen opgelegd. Zij konden enkel bepaalde beroepen uitoefenen en moesten in afgebakende wijken wonen. De oudste synagoge in Frankrijk, gebouwd in de 14e eeuw, is te vinden in Carpentras. Het getto van Carpentras werd opgericht in 1461 en was beperkt tot de rue de la Muse. Hier woonden ongeveer 1.000 "pauselijke Joden".
In de 19e eeuw bloeide de gemeente economisch dankzij de teelt van zijderupsen, de wijnbouw en de olijventeelt. In 1859 kwam er een treinstation.

## Geografie
De oppervlakte van Carpentras bedroeg op 1 januari 2022 37,92 vierkante kilometer; de bevolkingsdichtheid was toen 813,7 inwoners per km².
De onderstaande kaart toont de ligging van Carpentras met de belangrijkste infrastructuur en aangrenzende gemeenten.

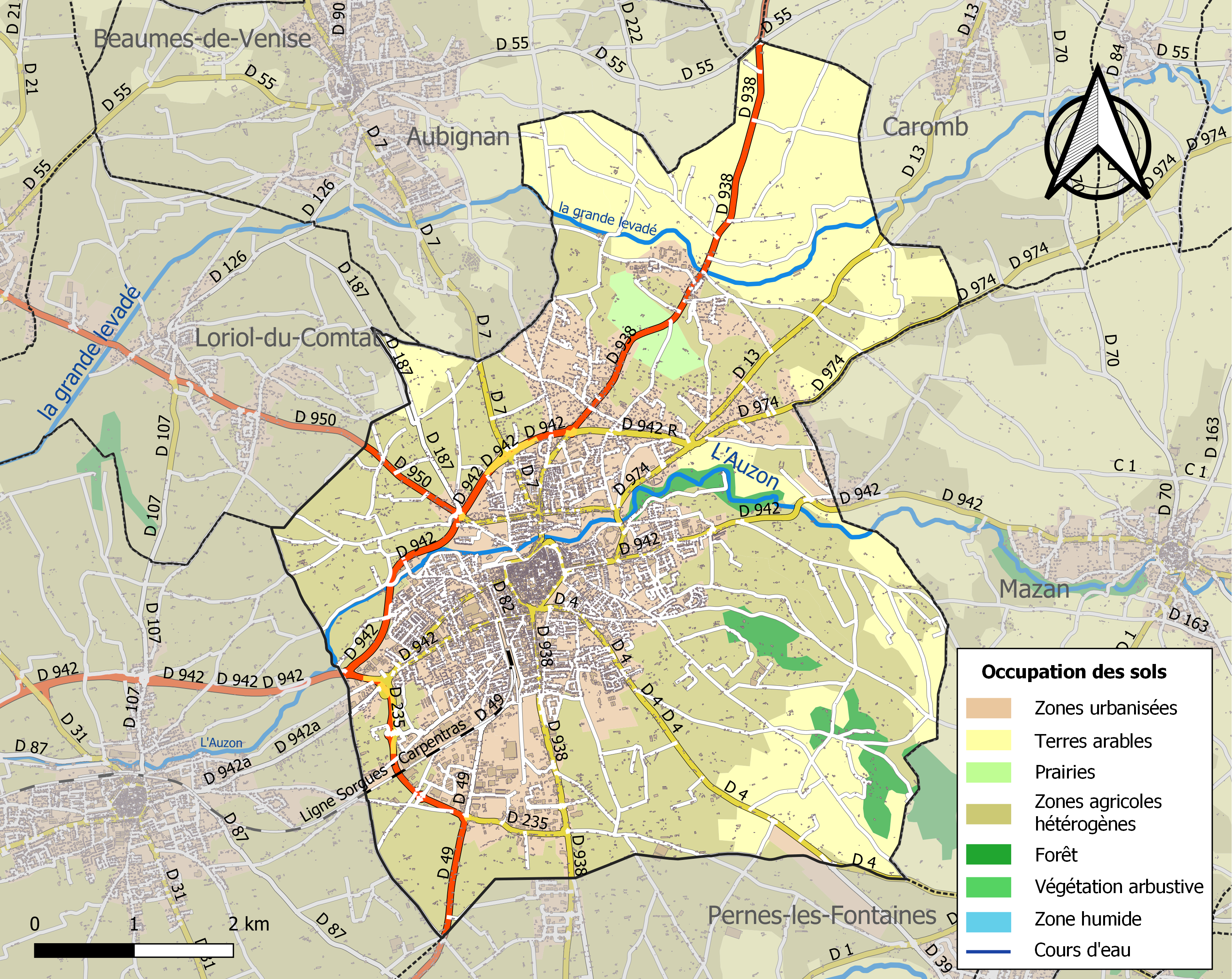

## Verkeer en vervoer
In 2015 werd de spoorlijn tussen Sorgues en Carpentras heropend met een treindienst tussen het station Avignon-TGV en het nieuwe station in Carpentras via Avignon-Centre en Sorgues.

## Demografie
Onderstaande figuur toont het verloop van het inwonertal (bron: INSEE-tellingen).

## Bezienswaardigheden
- Voormalig bisschoppelijk paleis, gebouwd door bisschop Alessandro Bichi; sinds 1801 paleis van justitie
- Voormalige kathedraal Saint-Siffrein
- Tussen de kathedraal en het paleis, het Romeins monument uit de 1e eeuw
- Voormalige kapel van de Zwarte Penitenten, in de nabijheid van de kathedraal
- Voormalig klooster van de Visitandinnen, later kapel in gebruik genomen door de Grijze Penitenten
- Het voormalig ziekenhuis Hôtel-Dieu, gebouwd door aartsbisschop Joseph-Dominique d'Inguimbert; zijn standbeeld staat voor het Hôtel-Dieu
- Poort van Orange; dit is de enige stadspoort die nog rest van de Middeleeuwse vestingmuren
- Aquaduct van Carpentras
- Kanaal van Carpentras

## Sport
Carpentras is negen keer etappeplaats geweest in wielerkoers Ronde van Frankrijk. Daarbij was Carpentras drie keer aankomstplaats van een etappe en dat leverde Jan Janssen, Eros Poli en Daniele Nardello als ritwinnaars op. Carpentras is gelegen nabij de zware beklimming Mont Ventoux.

## Geboren
- Joseph-François Gualtieri (1659-1723), bisschop
- Joseph-Dominique d'Inguimbert (1683-1757), bisschop
- Joseph-Siffred Duplessis (1725-1802), kunstschilder
- Édouard Daladier (1884-1970), politicus
- Michel Modo (1937-2008), acteur en stemacteur
- Pierre De Broche (1940-1997), striptekenaar en docent
- Eric Caritoux (1960), voormalig Frans wielrenner
- Christophe Maé (1975), zanger
- Éric Salignon (1982), autocoureur
- Raphaël Cacérès (1987), voetballer
- Thomas Mangani (1987), voetballer

## Overleden
- Paul Surtel (1893-1985), kunstschilder
- Bernard Panafieu (1931-2017), kardinaal
- Ernst Sillem (1923-2020), Nederlands Engelandvaarder